# Коханово (Польща)
Коханово (пол. Kochanowo) — село в Польщі, у гміні Люзіно Вейгеровського повіту Поморського воєводства.
Населення — 417 осіб (2011).

## Демографія
Демографічна структура станом на 31 березня 2011 року:
|          | Загалом | Допрацездатний вік | Працездатний вік | Постпрацездатний вік |
| -------- | ------- | ------------------ | ---------------- | -------------------- |
| Чоловіки | 207     | 62                 | 129              | 16                   |
| Жінки    | 210     | 73                 | 97               | 40                   |
| Разом    | 417     | 135                | 226              | 56                   |